# What We Do in the Shadows (série de televisão)
What We Do in the Shadows é uma série de televisão de comédia de terror e mocumentário americana criada por Jemaine Clement que estreou em 27 de março de 2019 no FX. A segunda série de televisão da franquia baseada no filme de mesmo nome de 2014 escrito por Clement e Taika Waititi, a série segue quatro colegas de quarto vampiros em Staten Island e estrela Kayvan Novak, Matt Berry, Natasia Demetriou, Harvey Guillén e Mark Proksch.
A segunda temporada da série estreou em 15 de abril de 2020, e a terceira temporada estreou em 2 de setembro de 2021. Em agosto de 2021, a série foi renovada para uma quarta temporada, antes da estreia da terceira temporada. Foi aclamado pela crítica por seu elenco e roteiro.

## Premissa
Situado em Staten Island, em Nova York, What We Do in the Shadows segue a vida de três vampiros tradicionais, Nandor, Laszlo e Nadja; Colin Robinson, um vampiro de energia; e Guillermo, familiar de Nandor. A série gira em torno dos vampiros centenários interagindo com o mundo moderno e outros seres sobrenaturais.

## Elenco

### Principal
- Kayvan Novak como Nandor
- Matt Berry como Laszlo Cravensworth
- Natasia Demetriou como Nadja
- Harvey Guillén como Guillermo De La Cruz
- Mark Proksch como Colin Robinson

### Recorrente
- Anthony Atamanuik como Sean
- Beanie Feldstein como Jenna
- Doug Jones como Barão Afanas
- Nick Kroll como Simon
- Jake McDorman como Jeff Suckler
- Veronika Slowikowska como Shanic
- Kristen Schaal como Charmaine

### Convidados
Wesley Snipes como Wesley o caminhante diurno
- Mary Gillis como June
- Hayden Szeto como Jonathan
- Gloria Laino
- Marceline Hugot como Barbara Lazarro
- Richie Moriarty como Doug Peterson
- Veronika Slowikowska como Shanice
- Anthony Atamanuik como Sean
- Vanessa Bayer como Evie Russell
- Arj Barker como Arjan
- Hannan Younis como Ange
- Bobby Wilson como Marcus
- Ro Manning como Dougie
- Justin Bigelli como Toby
- Nick Kroll como Simon
- Kristen Schaal
- Tilda Swinton como Tilda
- Evan Rachel Wood como Evan
- Danny Trejo como Danny
- Julie Klausner e Cole Escola como As Gárgulas

## Produção

### Desenvolvimento
Em 22 de janeiro de 2018, foi anunciado que o FX havia dado à produção um pedido para piloto. O piloto foi escrito por Jemaine Clement e dirigido por Taika Waititi, ambos produtores executivos ao lado de Scott Rudin, Paul Simms, Garrett Basch e Eli Bush. Em 3 de maio de 2018, foi anunciado que o FX havia dado à produção um pedido de série para uma primeira temporada composta por dez episódios, que estreou em 27 de março de 2019.
De acordo com Clement: "Nós mantemos as regras básicas dos vampiros dos anos 70/80, com um pouco dos anos 30. Eles podem se transformar em morcegos. Eles não podem ir à luz do sol; eles não brilham ao sol, eles morrem. Eles têm que ser convidados; em muita literatura, os vampiros têm que ser convidados a entrar em prédios particulares, mas isso é um documentário, então são as regras reais, o que significa que eles têm que ser convidados a entrar em qualquer prédio." As principais influências da série são Fright Night, Martin, The Lost Boys, Nosferatu, Interview with the Vampire, Vampire's Kiss e Drácula de Bram Stoker.
A música usada nos créditos de abertura é "You're Dead" de Norma Tanega (1966).
A segunda temporada estreou em 15 de abril de 2020. Em 22 de maio de 2020, o FX renovou a série para uma terceira temporada, que estreou em 2 de setembro de 2021. Em 13 de agosto de 2021, o FX renovou a série para uma quarta temporada, antes da estreia da terceira temporada. Após a renovação da quarta temporada, foi relatado que Rudin não seria mais um produtor executivo, começando com a terceira temporada, devido a alegações de comportamento abusivo.

### Filmagens
A fotografia principal da primeira temporada ocorreu de 22 de outubro a 18 de dezembro de 2018, em Toronto, Ontário. As filmagens da terceira temporada começaram em 8 de fevereiro de 2021 e terminaram em 3 de maio de 2021.
O escritor/produtor Paul Simms disse que a série não usa efeitos CGI: "Não há personagens totalmente digitais ou algo parecido. Um dos filmes sobre os quais conversamos muito quando estávamos concebendo o show foi Drácula de Francis Ford Coppola, onde ele voltou a fazer o máximo de efeitos possíveis na câmera e descobrir maneiras de fazer isso. Um dos meus momentos sobrenaturais favoritos está completamente na câmera. É onde a personagem de Beanie Feldstein está andando no parque e Nadja aparece andando ao lado dela. Isso tudo foi feito completamente à moda antiga, onde Natasia estava escondida atrás de uma árvore e a câmera estava acompanhando e, no momento certo, ela saiu de trás de uma árvore. Eu acho que há algo sobre essa maneira antiquada que torna as coisas mais interessantes do que quando você pode dizer que é digital e emborrachado e com aparência falsa".
Entre as influências dos diretores de fotografia D.J. Stipsen e Christian Sprenger para a série, estava o trabalho de Michael Ballhaus e do designer de produção Thomas E. Sanders no Drácula de Bram Stoker, dirigido por Coppola: "Nós referenciamos esse filme pela suntuosidade geral da mansão dos vampiros, que era nosso cenário principal. Nossa opinião, no entanto, foi que os vampiros de Staten Island deixaram seu lugar. A antiga glória é evidente, mas agora existe em um estado desgastado, desbotado e angustiado. A designer de produção Kate Bunch e eu tivemos muitas conversas sobre encontrar o equilíbrio certo entre suntuosidade e negligência. Há vermelhos fortes, mas também amarelos que desbotaram a ponto de se tornarem um marrom quente."

## Lançamento

### Marketing
Em 31 de outubro de 2018, uma série de trailers para a série foi lançada. Em 10 de janeiro de 2019, outro trailer foi lançado. Em 4 de fevereiro de 2019, o trailer oficial da série foi lançado.

### Estreia
Em 7 de outubro de 2018, a série realizou um painel no New York Comic Con anual moderado por Alan Sepinwall da Rolling Stone e apresentando os co-criadores Taika Waititi e Jemaine Clement, juntamente com o produtor executivo Paul Simms. Antes do início do painel, o primeiro episódio da série foi exibido para o público. A estreia mundial da série foi exibida durante o festival de cinema South by Southwest de 2019 em Austin, Texas, como parte da série "Episodic Premieres" do festival.
No Brasil, a série estreou em 2 de setembro de 2019 através do Fox Premium e atualmente possui distribuição exclusiva no país através do Star+.